# Karmele Jaio Eiguren
Karmele Jaio Eiguren (Vitòria, 19 de març de 1970) és una escriptora i periodista basca.

## Biografia
Es va llicenciar en Ciències de la Informació en el curs 1993-1994 per la Universitat del País Basc i de llavors ençà ha treballat en diferents mitjans de comunicació, ha estat responsable de comunicació de la Fundació Euskalgintza Elkarlanean i responsable de comunicació d'Emakunde (Institut Basc de la Dona). Publica sovint columnes en mitjans com Diario de Noticias de Álaba, Diario de Noticias de Guipuzkoa i Deia.
Ha publicat contes, novel·les i poesia. Els seus contes també han estat adaptats al teatre: el director Ramón Barea va dirigir en 2010 l'obra Ecografies, basada en el conte de l'autora del mateix títol. Els seus contes s'han publicat en nombroses antologies i les seves obres han estat traduïdes al català, alemany, rus i anglès, a més del castellà.
D'ençà el juliol de 2015 és acadèmica corresponent de Euskaltzaindia, Reial Acadèmia de la Llengua Basca.

## Obres
Narrativa
- Hamabost zauri ("Quinze ferides") (2004, Elkar).[3]
- Zu bezain ahul ("Tan feble com tu") (2007, Elkar).[4]
- Ez naiz ni ("No som jo") (2012, Elkar).[5]

Novel·la
- Amaren eskuak ("Les manes de ma mare") (2006, Elkar).[6] Premi Igartza Saria. Adaptada al cinema per Mireia Gabilondo i presentada en el Festival Internacional de Cinema de Sant Sebastià.[7]
- Musika airegen ("Música a l'aire") (2010, Elkar).[8]
- Aitaren etxea ("La casa del pare") (Elkar, 2019)

Poesia
- Orain hilak ditugu ("Ara tenim morts") (2015, Elkar).[9]

## Premis
- 2006 Distinció Beterriko Liburua, per Amaren eskuak.[10]
- 2006 Premi Euskadi de Plata, per Amaren eskuak.[11]
- 2006 Premi 111 Akademia, per Amaren eskuak.[12]
- 2007 Premi Zazpi Kale, per Amaren eskuak.[13]
- 2010 II Premi Ezequiel Etxebarria, per Amaren eskuak.[14]
- 2012 VII Igartza Saria per l'obra Amaren eskuak.[15]
- 2019 Premi 111 Akademia, per Aitaren etxea.[12]
- 2020 Premi Euskadi de Literatura en basc, per Aitaren etxea.[16]